# Paratilapia
Paratilapia — невеликий рід родини цихлових, що складається з двох відомих видів. Вони зустрічаються на Мадагаскарі.
Філогенетичний аналіз ДНК і морфологічних даних досі не всіх задовільняють. Наприклад, послідовність даних з мтДНК 16S рРНК і COI не узгоджуються з їх розміщенням (Спаркс 2004), і стандартна гіпотеза для цихлід — що це викликано гібридизаційними ефектами — очевидно, не може бути застосована тут, оскільки гени мітохондрій також постраждали від гібридної інтрогрессії.
У більшості аналізів Paratilapia ставлять між африканськими підродинами (такими, як Ptychochrominae) та індо-малагазійськими (Etroplinae і Ptychochrominae), і це цілком може бути правильним.
Якщо це справді так, то їх предки мали відокремитися від усіх інших живих цихлід у мезозойську еру.
Швидше за все, вони були окремою лінією вже з туронського віку (90 млн років тому), бо індо-малагазійські групи мали виникнути під час відколювання Мадагаскарської плити від Індостанської, що розпочалося якраз у той час і завершилося до кінця крейдяного періоду (Спаркс 2004).
Отже, вони мають бути класифіковані як підродина Paratilapiinae.

## Види
- Paratilapia polleni (Bleeker, 1868)
  - Paratilapia cf. polleni «Marolambo»
- Paratilapia toddi (Boulenger, 1905)
  - Paratilapia sp. «Ambalavao»
  - Paratilapia sp. «Andapa»
  - Paratilapia sp. «East Coast»
  - Paratilapia sp. «Fianarantsoa»
  - Paratilapia sp. «South East»
  - Paratilapia sp. «Vevembe»